# Subate
Subate (ryska: Субате) är en stad i Lettland. Den ligger i kommunen Ilūkstes novads, i den sydöstra delen av landet, 150 km sydost om huvudstaden Riga. Subate ligger 129 meter över havet och antalet invånare är 908.
Terrängen runt Subate är platt. Runt Subate är det ganska glesbefolkat, med 23 invånare per kvadratkilometer. Närmaste större samhälle är Aknīste, 19,9 km nordväst om Subate. Omgivningarna runt Subate är en mosaik av jordbruksmark och naturlig växtlighet.